# Elos Kalodiki
Elos Kalodiki este o arie protejată (arie specială de conservare — SAC, sit de importanță comunitară — SCI) din Grecia întinsă pe o suprafață de 823,58 ha, integral pe uscat.

## Localizare
Centrul sitului Elos Kalodiki este situat la coordonatele 39°18′31″N 20°27′46″E / 39.308511°N 20.462882°E.

## Înființare
Situl Elos Kalodiki a fost declarat sit de importanță comunitară în august 1996 pentru a proteja 9 specii de animale. Situl a fost protejat și ca arie specială de conservare în martie 2011.

## Biodiversitate
Situată în ecoregiunea mediteraneană, aria protejată conține 4 habitate naturale: Lacuri eutrofice naturale cu vegetație de tip Magnopotamion sau Hydrocharition, Sarcopoterium spinosum phryganas, Mlaștini calcaroase cu Cladium mariscus și specii de Caricion davallianae, Galerii de Salix alba și de Populus alba.
La baza desemnării sitului se află mai multe specii protejate:
- amfibieni (1): Triturus macedonicus
- mamifere (1): vidră de râu (Lutra lutra)
- pești (1): Pelasgus thesproticus
- reptile (6): șarpele cu patru dungi (Elaphe quatuorlineata), țestoasa de baltă (Emys orbicularis), Mauremys rivulata, țestoasă bănățeană (Testudo hermanni), Testudo marginata, elaphe situla (Zamenis situla)

Pe lângă speciile protejate, pe teritoriul sitului au mai fost identificate 1 specie de plante, 5 specii de amfibieni, 9 specii de mamifere, 1 specie de nevertebrate, 14 specii de reptile.